# Clan of Xymox
Clan of Xymox – holenderska grupa muzyczna założona w 1981 r., w Nijmegen przez Ronniego Mooringsa (instrumenty klawiszowe, śpiew, gitara) i Anke Wolbert (gitara basowa, śpiew). Określana jest mianem klasyków dark wave. Po rozwiązaniu kontraktu z wytwórnią 4AD, zespół tworzył pod nazwą skróconą do Xymox, powracając w 1997 do pełnej nazwy.

## Historia
Początkowo zespół działał jako duet autorski (Moorings/Wolbert) i w tym składzie nagrał pierwszy minialbum – Subsequent Pleasures. Został on wydany samodzielnie w ilości kilkuset egzemplarzy (przez co dziś jest rarytasem na rynku). Niedługo po wydaniu tego minilongplaya do zespołu oficjalnie dołączył klawiszowiec i autor – Pieter Nooten, by potem kilkakrotnie odchodzić i wracać. W tym składzie, podpisali kontrakt z firmą 4AD, zarekomendowani przez Brendana Perry'ego. W ramach tego kontraktu wydali dwie klasyczne płyty: Clan of Xymox i Medusa, uznawane często za najlepsze w historii grupy. Muzyka na nich zawarta nosiła piętno dokonań takich grup jak Joy Division, The Cure, The Sisters of Mercy, czy Siouxsie and the Banshees, jednak w stosunku do dokonań wyżej wymienionych zespołów była o wiele barwniej zaaranżowana (m.in. dzięki szerokiemu użyciu syntezatorów i wielu nowinek technicznych). Zespół swoją twórczość adresował do tych samych fanów, słuchających Cocteau Twins i Dead Can Dance
Po wydaniu Medusy z zespołu odszedł Pieter Nooten i poświęcił się solowej karierze, Moorings i Wolbert skrócili zaś nazwę do Xymox i podpisali kontrakt z Wing Records(późniejsze Mercury Records), a także zmienili charakter swojej muzyki na łagodniejszy i bardziej przystępny, o większym potencjale komercyjnym. W tym składzie nagrali dwie płyty: Twist of Shadows i Phoenix, z których pierwsza, sprzedając się w 300 000 egzemplarzach, okazała się największym sukcesem komercyjnym grupy. Gościnnie na tych płytach udzielał się Pieter Nooten.
Po wydaniu Phoenix z zespołu odeszła Wolbert i tym samym Moorings stał się jedynym stałym członkiem Xymox (jak i bandu pod poprzednią nazwą Clan of Xymox). Do współpracy zaprosił słoweńską basistkę i projektantkę okładek Mojcę Zugnę i nagrał z nią dwie płyty: Metamorphosis i Headclouds. Wiązało się to z kolejną zmianą stylu muzyki – Moorings zaczął eksperymentować z muzyką taneczną. Obie płyty były komercyjną i artystyczną porażką, więc Moorings na kilka lat zawiesił działalność zespołu.
W 1997 r. wrócił na scenę pod starą nazwą Clan of Xymox i wydał album Hidden Faces, który sugerował kolejny zwrot w stylistyce. Płyta nawiązywała do pierwszych, klasycznych już pozycji zespołu, ale nie osiągnęła sukcesu. Wystąpił również na kilku festiwalach muzyki gotyckiej (m.in. na Wave Gotik Treffen), zaś utwory Out of the Rain i This World wspięły się na szczyt niemieckiej listy Independent Top 10. 
Kolejne płyty: Creatures, Notes from the Underground i Farewell prezentowały muzykę coraz bliższą rocka gotyckiego. Zwłaszcza przedostatnia zyskała spore uznanie wśród słuchaczy i krytyków i często była porównywana z pierwszymi klasycznymi płytami zespołu.
W 2006 r. ukazał się album Breaking Point, w 2007 EP-ka Heroes (zawierająca m.in. dwie wersje utworu Davida Bowie Heroes), natomiast w marcu 2008 r. zostało wydane pierwsze muzyczne DVD zespołu – Visible.
Rok 2009 przyniósł kolejną płytę sygnowaną logiem Clan Of Xymox. In Love We Trust adresowany był do fanów ceniących sobie bardziej taneczny profil grupy nad melancholijne pejzaże i zadumę. 
Po trzech latach zespół powrócił wraz z albumem Darkest Hour. Wydany w 2011 roku przez Metropolis Records jest ostatnim jak do tej pory dziełem Clan Of Xymox.
Clan of Xymox wielokrotnie koncertował w Polsce, m.in. w Warszawie w 1988 na festiwalu „Marchewka”, w 1998 na Dark Beat Festival w Legnicy (w klubie Sunlicht), w 2004 oraz 2016 roku w Bolkowie na festiwalu „Castle Party”, w 2008 roku w łódzkim klubie Funaberia, w 2009 w warszawskiej Proximie. W 2024 zespół był jedną z gwiazd festiwalu Soundedit w Łodzi.

## Muzycy

### Obecny skład zespołu
- Ronny Moorings (śpiew, instrumenty klawiszowe, gitara)
- Mojca Zugna (gitara basowa)
- Mario Usai (gitara)
- Sean Goebel (instrumenty klawiszowe, perkusja elektroniczna, backing vocals)
- Daniel Hoffmann (FX & Sequencer)

Źródło: 

### Byli członkowie zespołu
- Anke Wolbert (śpiew, gitara basowa)
- Frank Weyzig (gitara, instrumenty klawiszowe)
- Pieter Nooten (śpiew, instrumenty klawiszowe)
- Nina Simic (instrumenty klawiszowe)
- Rob Vonk (gitara elektryczna)
- Rui Ramos (perkusja)
- Willem van Antwerpen (perkusja)
- Yvonne de Ray (instrumenty klawiszowe)
- Denise Dijkstra (instrumenty klawiszowe)
- Agnes Jasper (instrumenty klawiszowe)

Źródła: 

## Dyskografia

### Single Clan of Xymox
- A Day/Stranger (1985) 12" singel
- A Day (1985) 7" singel
- Muscoviet Musquito (1986) 7" singel
- Louise/Michelle (1986) 7" singel
- Out of the Rain (1997) EP
- This World (1998)
- Consolation (1999)
- Liberty (2000)
- There's No Tomorrow (2002)
- Weak in My Knees (2006)
- Emily (2009)

### Albumy Clan of Xymox
- Subsequent Pleasures (1984, 1994, reedycja)
- Clan of Xymox (1985)
- Medusa (1986)
- Hidden Faces (1997)
- Creatures (1999)
- Live (2000)
- Notes from the Underground (2001)
- Remixes from the Underground (2001)
- Farewell (2003)
- The Best of Clan of Xymox (2004)
- Breaking Point (2006)
- In Love We Trust (2009)
- Darkest Hour (2011)
- Kindred Spirits (2012)
- A Matters of Mind, Body and Soul (2014)
- Days of Black (2017)
- All I Ever Know (2020)
- Spider on the Wall (2020)
- Limbo (2021)
- Save Our Souls (2022)
- Exodus (2024)

### DVD Clan of Xymox
- Visible (2008)

Pierwsze DVD w historii grupy Clan Of Xymox. Ukazało się w 2008 roku w dwóch wersjach: podstawowej (1 DVD) oraz limitowanej (2DVD). Posiadacze wydania z jedną płytą mają dostęp do dziesięciu dość amatorskich teledysków oraz do ośmiu nagrań koncertowych, pełniących tu rolę wideoklipów. W limitowanej edycji oprócz płyty z wydania podstawowego, zamieszczono drugi krążek, na którym zarejestrowano występ grupy na festiwalu Mera Luna z 2006 roku, wywiad z liderem grupy Ronnym Mooringsem oraz dwa wideoklipy.
- Live at Castle Party 2010 (2011)

Zapis koncertu na festiwalu Castle Party 2010 w Bolkowie. Pozycja ukazała się pod postacią DVD oraz jako CD audio. Zespół wystąpił jako trio, z powodu choroby Maria Usai. Wydawca: Big Blue Records.

### Single Xymox
- Blind Hearts/Million Things (1988) 12" singel
- Blind Hearts (1989) 12" singel
- Obsession (1989) 12" singel, 7" singel
- Imagination (1989) 12", 7"
- Phoenix of my Heart (1991) 12", 7"
- At the End of the Day (1991) 12"
- Dream On 12"
- Spiritual High (1993) 7"
- Reaching Out (1993) 12"

### Albumy Xymox
- Twist of Shadows (1989)
- Phoenix (1991)
- Metamorphosis (1992)
- Headclouds (1993)